# Philbrook Museum of Art
Le Philbrook Museum of Art est un musée d'art américain à Tulsa, dans l'Oklahoma. Ouvert en 1939, il est abrité dans la Waite Phillips Mansion, un bâtiment des années 1920 inscrit au Registre national des lieux historiques depuis le 1er décembre 1978.

## Collections

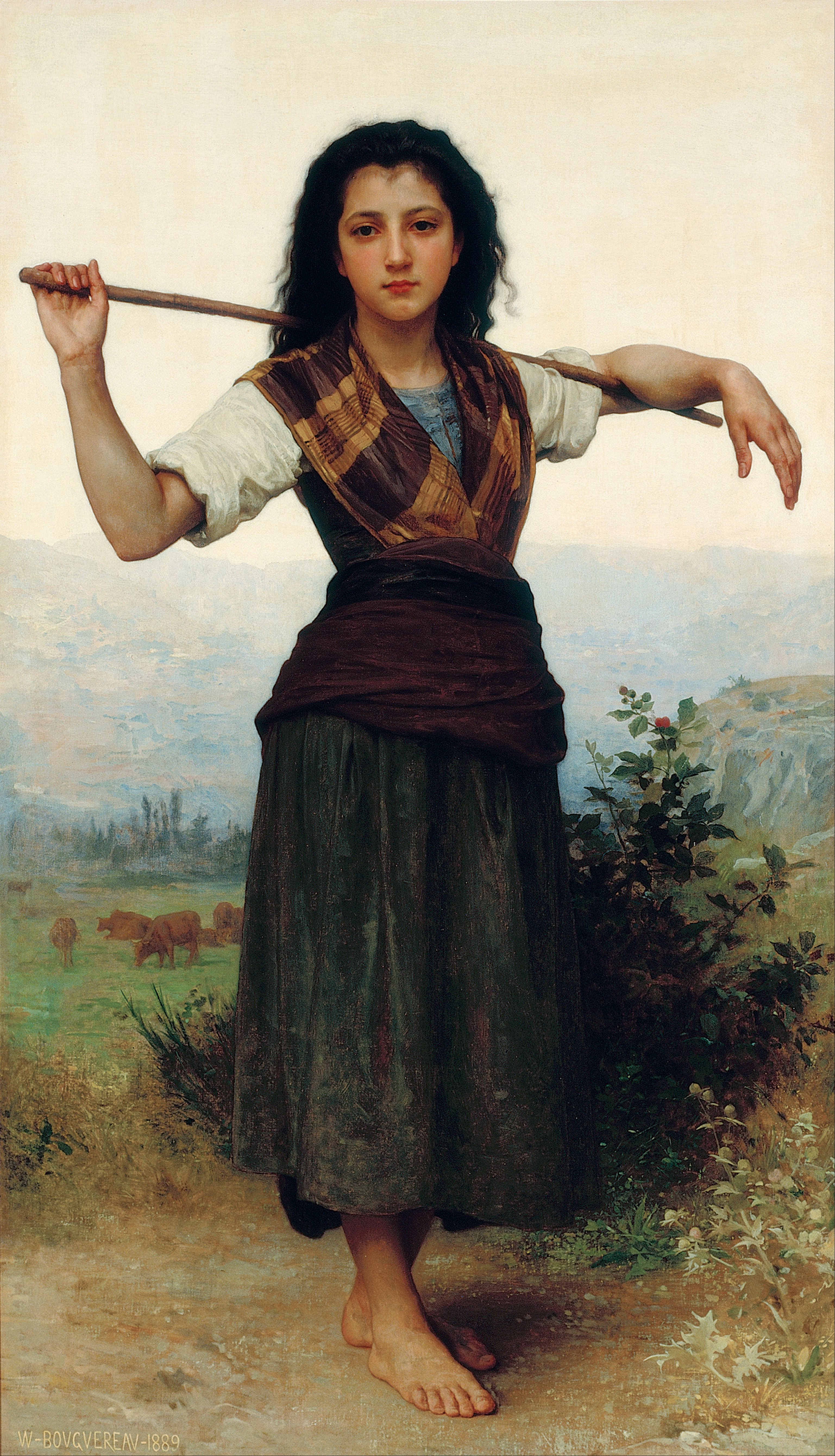
Pastourelle, par William Bouguereau (1889).

- Vierge à l'Enfant, par Taddeo di Bartolo (vers 1410).
- Pastourelle, par William Bouguereau (1889).